# Wadim Stiepanow
Wadim Nikołajewicz Stiepanow, ros. Вадим Николаевич Степанов (ur. 5 kwietnia 1936 w Bijsku, w Kraju Ałtajskim, Rosyjska FSRR, zm. 2 stycznia 1973 w Ałmaty, Kazachska SRR) – rosyjski piłkarz, grający na pozycji obrońcy.

## Kariera piłkarska

### Kariera klubowa
W 1955 rozpoczął karierę piłkarską w Eniergii Irkuck. W 1957 został powołany do służby wojskowej i potem bronił barw wojskowej drużyny SKA Czyta. Po zwolnieniu z wojska powrócił do Eniergii Irkuck. W 1960 został zaproszony do Kajratu Ałmaty, w którym od 1961 pełnił funkcje kapitana drużyny. W 1968 zakończył karierę piłkarza w zespole ADK Ałmaty.
2 stycznia 1973 zmarł w wieku 37 lat.

## Sukcesy i odznaczenia

### Sukcesy piłkarskie
Kajrat Ałmaty
- wicemistrz II grupy Klasy A ZSRR: 1965

### Odznaczenia
- tytuł Mistrza Sportu ZSRR